# Neoclinus lacunicola
Neoclinus lacunicola är en fiskart som beskrevs av Fukao, 1980. Neoclinus lacunicola ingår i släktet Neoclinus och familjen Chaenopsidae. Inga underarter finns listade i Catalogue of Life.